# Maryville, Missouri
Maryville är administrativ huvudort i Nodaway County i Missouri. Orten fick sitt namn efter Mary Graham som var gift med en politiker. Maryville är säte för Northwest Missouri State University.